# クリスティアン・アドルフ (シュレースヴィヒ＝ホルシュタイン＝ゾンダーブルク＝フランツハーゲン公)
クリスティアン・アドルフ（Christian Adolf von Schleswig-Holstein-Sonderburg-Franzhagen, 1641年6月3日 ゾンダーブルク　 - 1702年1月11日 ハンブルク）は、第4代・最後のシュレースヴィヒ＝ホルシュタイン＝ゾンダーブルク（スナボー）公（在位：1653年 - 1667年）。1689年以降、妻方の所領に因むシュレースヴィヒ＝ホルシュタイン＝ゾンダーブルク＝フランツハーゲン公を称した。

## 生涯
シュレースヴィヒ＝ホルシュタイン＝ゾンダーブルク公ヨハン・クリスティアンと、その妻でデルメンホルスト伯アントン2世の娘であるアンナの間の次男で、兄の夭折と父の死により12歳で家督を継いだ。1668年に解散したドイツ語文芸団体「実りを結ぶ会」の会員に名を連ねた。
父が実弟たちとの間に結んだ1633年の相続協定のために、クリスティアン・アドルフにはゾンダーブルク公家の相続権を持つ叔父たちや従兄弟たち全員に年金を支払う義務があり、これが巨額の負債となって公家の財政状況を壊滅的なものにした。1667年、彼はついに破産を宣言してこの呪縛から逃れたが、本拠地であったスナボー（ゾンダーブルク）城とその所領はデンマーク王領に回収されてしまった。
1676年11月1日、ザクセン＝ラウエンブルク公子フランツ・ハインリヒの末娘エレオノーレ・シャルロッテと結婚。1689年に妻がフランツハーゲン城を相続すると、一家で同城に移住し、旧ゾンダーブルク公家はフランツハーゲン公を称することになった。

## 子女
妻との間に3人の息子をもうけた。
- レオポルト・クリスティアン（1678年 - 1707年） - フランツハーゲン公、平民アンナ・ゾフィア・ゼーゲルケと貴賤結婚、間に相続権のない3人の息子をもうける
  - クリスティアン・ルートヴィヒ（1704年 - ？/夭折）
  - レオポルト・カール（1705年 - 1737年？）
  - クリスティアン・アドルフ（1706年 - 1711年）
- ルートヴィヒ・カール（1684年 - 1708年） - フランツハーゲン公、下級貴族バルバラ・ドロテア・フォン・ヴィンターフェルト（1670年 - 1739年）と結婚、婚姻は同格出生の基準を満たさないが、間に生まれる子は相続権を認められるとされ、間に1男1女をもうけた
  - エレオノーレ・シャルロッテ（1706年 - 1708年）
  - クリスティアン・アドルフ2世（1708年 - 1709年） - フランツハーゲン公
- ヨハン・フランツ（1685年 - 1687年）